# Ingeborg Ansing
Ingeborg Antoinet Simone Ansing (Zaltbommel, 17 juli 1963) is een Nederlands actrice.

## Levensloop
In 1982 werd Ansing aangenomen op de toneelacademie Maastricht, waar ze in 1986 afstudeerde. Tijdens deze studie had ze reeds een rolletje in de film Op hoop van zegen (1986).
Daarna studeerde ze ook nog een jaar zang op het conservatorium in Alkmaar. Ansing combineerde haar acteer- en zangtalent in diverse muziektheaterproducties, zoals The Sound of Music van Joop van den Ende.

### Theater
Ansing werkte een aantal seizoenen bij theatergroep Wederzijds, waar ze te zien was in een paar stukken van Ad de Bont, waaronder het met de Hans Snoekprijs bekroonde De jeugd van Hitler.

### Televisie en film
Naast het werk in het theater was Ansing ook te zien in een aantal grote en kleinere rollen op film en televisie. In 2007 speelde ze als enige Nederlandse een rol in de Russische speelfilm The Story of the Black Cow. In datzelfde jaar speelde ze de moeder van Renske Doornbos in Voetbalvrouwen. Ook speelde ze mee in het kinderprogramma "Bobo". Hier nam ze de rol van Moeder Konijn op zich. Ze speelde daarnaast onder andere in Blue Bird van Mijke de Jong, Arthur & Sophie van Roel Welling en de lerares Ellie van Engelen in de serie Het Huis Anubis.
Op televisie was ze onder andere te zien in de series Meiden van De Wit, Het Huis Anubis, Goudkust.
Ansing had een gastrol in Goede tijden, slechte tijden als Pamela de Jong in 2011. In Lucia de B. (2014) speelde Ansing de rol van bewaakster. In 2017 had zij een gastrol in De mannen van dokter Anne, waarin ze de juffrouw van Anne Hasenberg speelde. In De binocle (2018) speelde ze een bijrol.

### Trainingsacteur
Naast het acteren op toneel en voor de camera werkt Ansing als trainingsacteur voor verschillende bedrijven en geeft zij workshops "acteren voor de camera" bij CREA.